# Albert Company Vengut
Albert "Beto" Company Vengut (nascut el 14 de gener de 1979) és un futbolista valencià retirat que jugava com a defensa i posteriorment fa d'entrenador de futbol.

## Carrera com a jugador
Conegut simplement com a Beto com a jugador, va néixer a València però va jugar la major part de la seva carrera a Catalunya. Format a les categories inferiors de l'EF Valls, va debutar amb el sènior amb el Joventut Bisbalenca CF, i posteriorment va representar el CEF Sant Pere i Sant Pau i el CF Oleastrum abans de fitxar per la UE Valls el 2004.
El 2011, després d'establir-se com a titular i capità de l'equip del Valls, Beto va anunciar que seria la seva última temporada com a sènior. El 26 d'agost d'aquell any, després d'ajudar el club a ascendir a Primera Catalana, va fitxar pel CD Benicarló.
El 28 de desembre de 2011, Beto va acceptar tornar a Valls, però es va retirar l'any següent als 33 anys.

## Carrera com a entrenador
Poc després de retirar-se, Company va esdevenir ajudant de Juanjo Martorell al Benicarló; anteriorment havia treballat com a entrenador juvenil a l'EF Valls. El 12 de desembre de 2012 va ser nomenat entrenador del club després que Martorell fos acomiadat.
El 2014, Company va deixar el Benicarló per incorporar-se al Gimnàstic de Tarragona, com a ajudant de Manel Cazorla a la plantilla juvenil. El 9 de novembre de 2015 va ser nomenat responsable del CF Amposta a la cinquena divisió.
El 17 de juliol de 2017, Company va deixar l'Amposta i va fitxar pel CF Reus Deportiu, on va ser ajudant de Lluís Albesa a la plantilla. L'1 de febrer següent va ser nomenat entrenador del Barça B, després que Albesa ascendís a la primera plantilla.
Després de renovar el seu contracte el 13 de juny de 2018, Company va deixar els Ganxets el 28 de maig de 2019. El 18 de juny d'aquell any, va tornar al Nàstic després de ser nomenat entrenador de l'equip filial CF Pobla de Mafumet a Tercera Divisió.
Acomiadat per la Pobla el 15 de desembre de 2020, Company va passar més d'un any sense club abans de ser nomenat al capdavant de la UE Rapitenca de la Tercera Federació el 8 de juny de 2022. Va deixar aquest darrer club per mutu acord el 6 de desembre, abans de fer-se càrrec del CE Atlètic Lleida el 25 d'abril de 2023.
El 12 de juliol de 2024, Company es va incorporar al FC Andorra com a ajudant de Ferran Costa. El 20 de gener de 2025 va ser nomenat entrenador de l'equip de la Primera Federació, després de l'acomiadament de Costa.
Company va portar Andorra de nou a Segona Divisió després d'aconseguir l'ascens als play-offs, però va marxar el 25 de juny de 2025, ja que el seu contracte estava a punt d'expirar.